# Sân vận động Foxboro
Sân vận động Foxboro (tiếng Anh: Foxboro Stadium), ban đầu có tên gọi là Sân vận động Schaefer và sau này là Sân vận động Sullivan, là một sân vận động ngoài trời nằm ở Foxborough, Massachusetts, Hoa Kỳ. Sân được khánh thành vào năm 1971 và là sân nhà của New England Patriots của National Football League (NFL) cho đến năm 2002 và cũng là sân nhà của New England Revolution của Major League Soccer (MLS) từ năm 1996 đến 2002. Sân vận động là địa điểm tổ chức một số trận đấu trong cả Giải vô địch bóng đá thế giới 1994 và Giải vô địch bóng đá nữ thế giới 1999. Sân vận động Foxboro đã bị phá dỡ vào năm 2002 và được thay thế bằng Sân vận động Gillette và trung tâm mua sắm Patriot Place.

## World Cup 1994
| Ngày                | Giờ   | Đội       | Kết quả       | Đội         | Vòng        | Khán giả |
| ------------------- | ----- | --------- | ------------- | ----------- | ----------- | -------- |
| 21 tháng 6 năm 1994 | 12:30 | Argentina | 4 - 0         | Hy Lạp      | Bảng D      | 54.456   |
| 23 tháng 6 năm 1994 | 19:30 | Hàn Quốc  | 0 - 0         | Bolivia     | Bảng C      | 54.453   |
| 25 tháng 6 năm 1994 | 16:00 | Argentina | 2 - 1         | Nigeria     | Bảng D      | 54.453   |
| 30 tháng 6 năm 1994 | 19:30 | Hy Lạp    | 0 - 2         | Nigeria     | Bảng D      | 53.001   |
| 5 tháng 7 năm 1994  | 13:00 | Nigeria   | 1 - 2 (S.h.p) | Ý           | Vóng 16 đội | 54.367   |
| 9 tháng 7 năm 1994  | 12:00 | Ý         | 2 - 1         | Tây Ban Nha | Tứ kết      | 53.400   |